# Манчина, Марк
Марк Манчина (англ. Mark Alan Mancina, род. 9 марта 1957, Санта-Моника, Калифорния, США) — американский композитор, ветеран студии Ханса Циммера Media Ventures. Написал музыку более чем к шестидесяти фильмам, телесериалам, включая «Скорость», «Плохие парни», «Смерч», «Тренировочный день», «Мыслить как преступник», «Тарзан», «Братец медвежонок», «Кровь+», «Самолёты» и «Моана».
Несколько раз сотрудничал с The Walt Disney Company, выиграл две «Грэмми» и был номинирован на «Энни» за «Братца медвежонка». За работу над мюзиклом Disney Theatrical Productions «Король Лев» был номинирован на Премию Тони в номинации за лучшую оригинальную музыку в мюзикле.

## Карьера
Марк Манчина работал в основном в качестве композитора для голливудских саундтреков, в частности сотрудничал с Тревором Рабином в работе над саундтреком к фильму «Воздушная тюрьма». Он аранжировал многие песни к мультфильму «Король Лев» (Ханс Циммер написал музыку, Ник Гленни-Смит и Лебо М написали африканские песнопения), включая Бродвейский мюзикл. Сочинил музыку к триллеру «Смерч» и боевикам «Скорость» и «Плохие парни». Стал соавтором нескольких песен для мультфильма Jetsons: The Movie (1990) американской мультипликационной студии Hanna-Barbera.
Манчина сотрудничал с американским композитором Джоном Ван Тонгереном при написании темы к телесериалу «За гранью возможного» (1995); они сочинили музыку к десяти сериям первого сезона. Он также сотрудничал с Филом Коллинзом в работе над двумя мультфильмами студии Disney — «Тарзан» (саундтрек был отмечен премией «Грэмми») и «Братец медвежонок». Манчина написал аранжировку «When You Wish Upon a Star» в заставке Walt Disney Pictures, которая использовалась с 2006 по 2022 год. Кроме того, написал музыку к логотипу Disneynature, а также к логотипу DisneyToon Studios 2013 года с Дэвидом Мецгером.
Манчина написал к аниме-сериалу «Кровь+» музыку, создание которой было спродюсировано Хансом Циммером. Также сочинил музыку к сериалам Criminal Minds и Soldier Of Fortune, Inc.
Манчина внёс свой вклад в ряд проектов прогрессивного рока. Он гастролировал с Тревором Рабином в поддержку «Can’t Look Away» и продолжил продюсировать песни для альбома группы Yes Union. Он работал с группой Emerson, Lake & Palmer, когда он был сопродюсером их альбома Black Moon а также написал одну песню Burning Bridges на этой пластинке.
С драматургом Гленном Бергером Манчина создал мюзикл по мотивам фильма «Август Раш»: они вместе сочинили для него тексты, Манчина написал музыку, а Бергер — книгу. Под руководством Джона Дойла мировая премьера мюзикла состоялась в мае 2019 года в театре Paramount в Авроре, штат Иллинойс.
В комедийном боевике «Плохие парни навсегда» (сиквеле «Плохих парней» и «Плохих парней 2»), в создании которого Манчина не участвовал, его оригинальная тема из первого фильма использовалась на протяжении всей картины, а также в титрах.

## Личная жизнь
Марк Манчина проживает в Кармеле, Калифорния, с женой и дочерью. Он заядлый гитарист и коллекционер редких инструментов.